# Vigilius
Vigilius byl od roku 537 do 7. června 555 papežem. Narodil se kolem roku 500 ve významné římské rodině. Jeho otec byl konzulem, bratr senátorem.

## Život
Již Bonifác II. jej chtěl učinit svým nástupcem, avšak římský klérus mu odepřel souhlas. Papež Agapetus I. jej vyslal jako apokrisiáře do Konstantinopole. Zde se začal klonit k monofyzitismu a do Říma se po smrti Agapeta I. vracel coby císařovnou Theodorou upřednostňovaný favorit volby. Justinián I. si od volby Vigilia sliboval též vyřešení sporu mezi zastánci Chalkedonského koncilu a monofyzity.
Avšak po Vigiliově návratu se papežem stal na nátlak ostrogótského krále Theodabada Silverius. Vigilius se stal na nátlak z Konstantinopole 29. března 537 vzdoropapežem a byl obecně po Silveriově smrti uznán jako jeho nástupce.
Navzdory očekávání císaře se však Vigilius začal stavět proti monofyzitismu. Následně roku 543/544 Justinián odsoudil spisy tří významných antiošských teologů (viz Spor o Tři kapitoly). Tomuto výnosu, který zároveň zpochybňoval autoritu Chalkedonského koncilu, se však postavili západní biskupové a Vigilius, kteří odmítli Tři kapitoly odsoudit. Vigilius odcestoval do Konstantinopole, kde roku 548 pod nátlakem a ke zděšení západních biskupů ve svém Iudicatum podepsal odsouzení Tří kapitol. Za to byl na jedné africké synodě dokonce exkomunikován ze strany některých západních biskupů.
V této situaci uzavírá Vigilius s Justiniánem tichou dohodu, že bude v celé záležitosti svolán ekumenický koncil, který rozhodne; až do té doby neměla žádná strana konat další kroky. Justinián však přesto roku 551 znovu Tři kapitoly odsoudil, proti čemuž Vigilius protestoval a nakonec se uchýlil do baziliky sv. Petra, z níž však byl dovlečen do Konstantinopole. V květnu 551 církevní synod v Konstantinopoli Tři kapitoly odsoudil, avšak Vigilius se postavil zásadně proti. Císař jej za to zesměšnil a dokonce nechal exkomunikovat. Vigilius se v tzv. druhém protokolu vyjádřil v souladu s touto synodou. Přinejmenším domnělá bezzásadovost přivedla Vigilia do naprosté izolace na Západě i na Východě.
Ve váhavosti nadále pokračoval a nakonec přijal i usnesení Druhého konstantinopolského koncilu (553), který nepřijal odsouzení zmiňovaných Tří kapitol. Autoritou papeže coby patriarchy Západu Vigiliovo chování v celé záležitosti otřáslo na více než 150 let. Vigilius zemřel na cestě domů 7. července 555 v Syrakusách.
O mnoho staletí později se Vigiliovo počínání během celé kontroverze stalo v 19. století významným vzhledem k rozpravě o papežské neomylnosti.